# Feldkappe

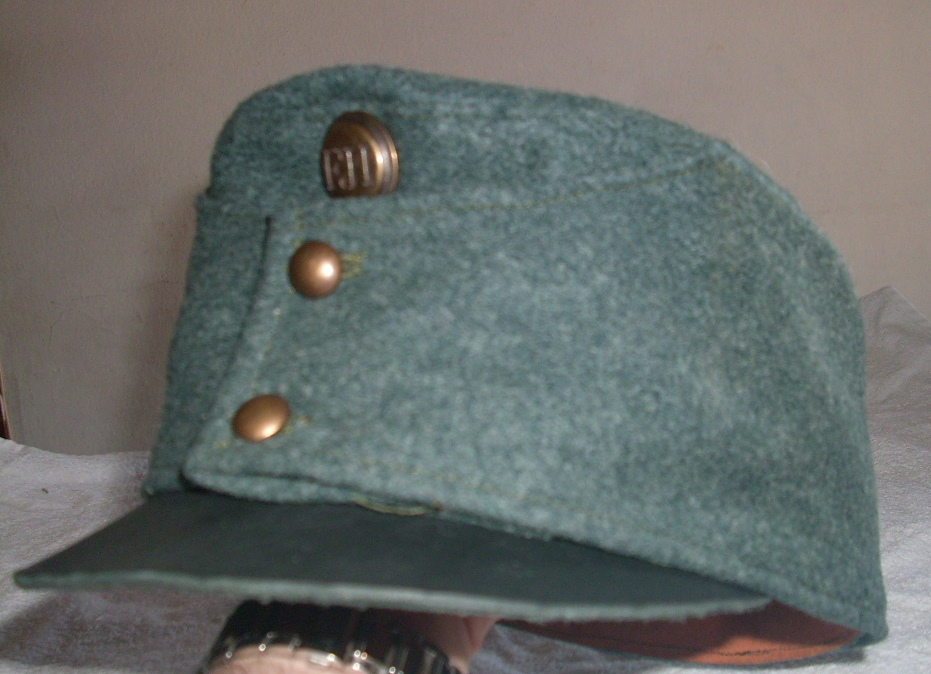
Feldkappe/bocskai austrohongaresa m. 1908, en hechtgrau. Reproducció

La Feldkappe (terme alemany: 'gorra de campanya') és un tipus de gorra militar, de tradició austrohongaresa, amb visera rodona i inclinada, part frontal més elevada que la posterior (perfil inclinat d'endavant enrere) i orellera perimetral recta, però sinusoidal en confluir sobre el front, on tanca amb dos botons (a voltes un), la banda esquerra muntant sobre la dreta.
Generalment la copa de la Feldkappe és flexible (manca de cèrcol intern de reforç). Inicialment confeccionada de llana o de feltre, avui dia pot ser de cotó, molesquí i altres materials frescos.
La visera tradicionalment era negra i rígida, de cuir, o bé de xarol o altre material compost, contrastant així amb el color de la copa; a partir de la Primera Guerra Mundial en campanya es tendí a donar-li el color de la copa, fos pintant-la o bé folrant-la de roba. D'ençà de llavors la tendència és que la visera sigui rígida (en negre o en el color de la copa) en els models de passeig i gala, i flexible (i del color de la copa) en els de diari i campanya.
L'orellera pot ésser funcional i desplegable (per exemple, en la versió d'hivern), o bé simulada (cosida) i de funció merament estètica (per exemple, en la versió d'estiu); en el segon cas, els botons són ornamentals o, en alguns models, absents.
És força habitual que la copa dugui ullets de ventilació als costats, vora el cim.
Pot dur l'emblema nacional-estatal centrat al front, generalment en forma d'escarapel·la; si inclou divises, aquestes figuren a la banda esquerra.

## Rellevància
La Feldkappe fou la primera gorra de campanya de tipus modern, amb molta anticipació, i, en aquest sentit, pot dir-se que quasi totes les altres tipologies de gorra de campanya en deriven en alguna mesura.
Lligadura característica del soldat austrohongarès durant mig segle, la Feldkappe ha esdevingut element emblemàtic de la tradició uniformològica d'Àustria, d'Hongria i d'Alemanya.
Gorres d'estil Feldkappe han estat molt usades com a lligadura civil als països germanòfons. Modernament la Feldkappe s'ha introduït també en cossos civils uniformats, com ara policia, carters, etc.

## Denominacions
A Hongria la Feldkappe es coneix com a bocskai sapka ('gorra bocskai', en homenatge a l'heroi nacional Esteve Bocskai). A Alemanya rep el nom de Feldmütze, amb idèntic significat que Feldkappe.
En alemany la tipologia de la Feldkappe també es coneix, informalment, com a Skimütze ('gorra d'esquí'), terme que n'evoca l'origen alpí. En moltes llengües es fa servir un calc de Skimütze per a designar l'estil Feldkappe; n'és un exemple l'anglès ski cap.

## Gebirgskappe/Bergmütze
La Gebirgskappe ('gorra de muntanya' o 'gorra muntanyenca') és la versió específica de Feldkappe pròpia de les tropes de muntanya (Gebirgstruppe), és a dir, dels Gebirgsjäger ('caçadors de muntanya'). Es caracteritza per la visera més curta. Normalment és grisa (el color tradicional de l'uniforme dels Jäger austrohongaresos) i a la banda esquerra va ornada de l'emblema alpí de l'edelweiss.
En la doctrina uniformològica establerta la Gebirgskappe és considerada una tipologia de gorra diferent de la Feldkappe, i no pas una variant d'aquesta, tot i derivar-ne i tenir-ne aspecte pràcticament idèntic (distingir-les no sempre és fàcil). De fet, la individualització de la Gebirgskappe com a lligadura diferenciada de la Feldkappe genèrica sembla provenir dels avatars concrets de la uniformologia del Tercer Reich (vegeu més avall).
En la tradició militar d'Alemanya la Gebirgskappe s'anomena Bergmütze, mot de significat idèntic.
La Gebirgskappe no té equivalent directe a Hongria, on no hi ha tradició de tropes muntanyenques diferenciades.

## Història

### Àustria-Hongria
Sembla que el disseny de la Feldkappe s'inspirà en la línia de certes gorres civils alpines usades almenys des d'inicis del segle xix. Tècnicament, però, la Feldkappe és derivació del voluminós casquet de caserna emprat per la infanteria austrohongaresa en 1836-1868: la Feldkappe, que precisament vingué a substituir aquest casquet, n'és, probablement, una revisió, de disseny més acurat i dimensions més contingudes, a què s'afegeix visera.
En tot cas, la Feldkappe/bocskai neix el 1868 com a nova lligadura universal de diari i campanya de la tropa austrohongaresa, amb la línia característica ja ben definida. Aquest primer model, d'un to blau cel intens (lichtblau), duia el nom oficial de Lagermütze ('casquet de caserna'), com la lligadura que havia substituït; de fet, la visera era plegable, i es podia dur darrere l'orellera, a manera de casquet, o desplegada, a manera de gorra.
Naixia, així, la primera gorra militar moderna; una lligadura de línia revolucionària en el seu context històric, i destinada a influir poderosament en l'evolució uniformològica universal.
El 1871 apareix el segon model de Feldkappe, ja definitivament amb aquest nom, i amb la visera, negra, ja fixa i rígida; el disseny era més acurat, i es conservava la coloració lichtblau.

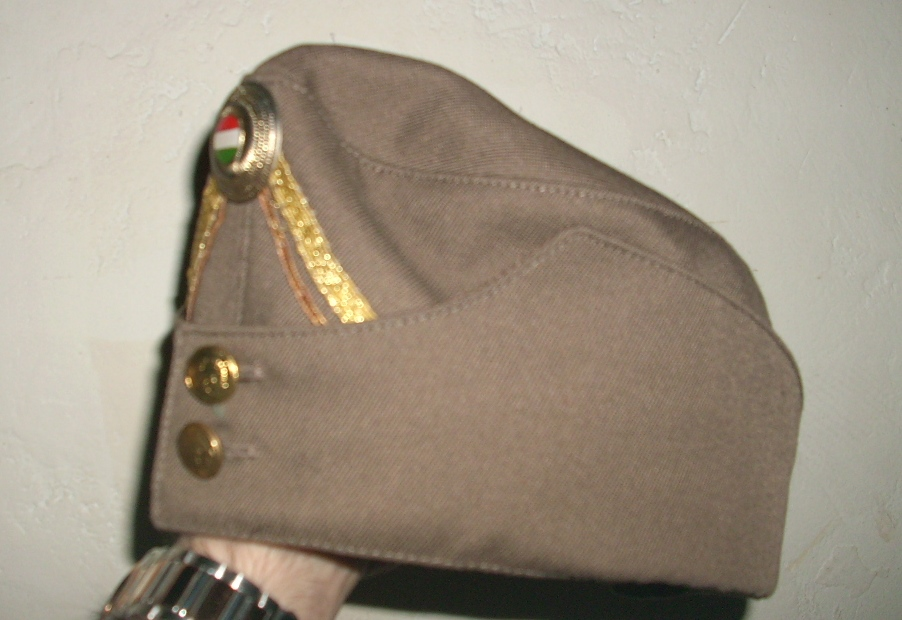
Casquet bocskai hongarès, a títol comparatiu: afegint-hi visera tindríem, exactament, una Feldkappe

La prehistòria de la Gebirgskappe arrenca el 1907, quan la Feldkappe dels Landesschützen (els Gebirgsjäger d'Àustria) afegeix l'emblema de l'edelweiss, atorgat per l'emperador Francesc Josep I.
El 1908 l'exèrcit austrohongarès se suma a la nova tendència internacional, engegada pel Regne Unit, d'uniformes monocolors amb voluntat tendencialment mimètica. Introdueix, així, el cèlebre uniforme de campanya blau grisenc (oficialment hechtgrau 'gris lluç') d'ús universal, m. 1908. La lligadura d'aquest uniforme és la Feldkappe m. 1908, en hechtgrau, i amb disseny que perfecciona i matisa el model anterior. La visera es podia deixar amb el negre a la vista, com en els models anteriors, o bé anar coberta permanentment de roba hechtgrau, o pintada d'aquest color. La Feldkappe m. 1908 es consagrarà com a versió clàssica d'aquesta tipologia i com a punt de referència per a tota l'evolució posterior.
Ja durant la Primera Guerra Mundial, l'exèrcit austrohongarès adopta l'uniforme de campanya m. 1915, de disseny similar a l'anterior, però de color feldgrau ('gris de campanya'), imitat de l'exèrcit alemany; a l'exèrcit austrohongarès, però, el feldgrau era denominat oficialment feldgrün ('verd terra' o 'verd de campanya'). La Feldkappe, classificada ara com a m. 1915, resta idèntica a la m. 1908, però en el nou color de l'uniforme. Als anys següents, això sí, se’n confeccionarien lots en versió simplificada, per qüestions d'estalvi i rapidesa; és el que a voltes es coneix com a Feldkappe m. 1916.

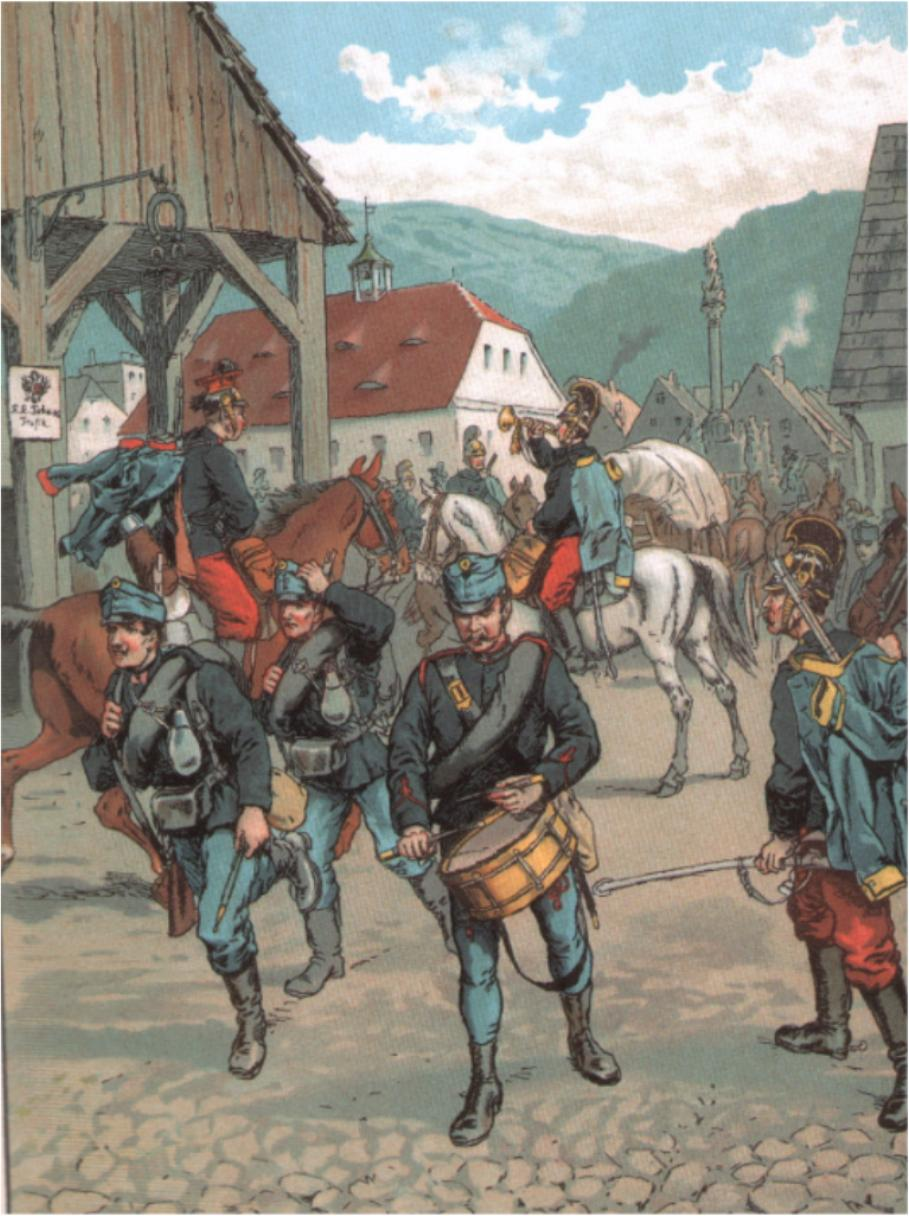
Soldats austrohongaresos de maniobres (1901) cofats de la Feldkappe m. 1871, en lichtblau
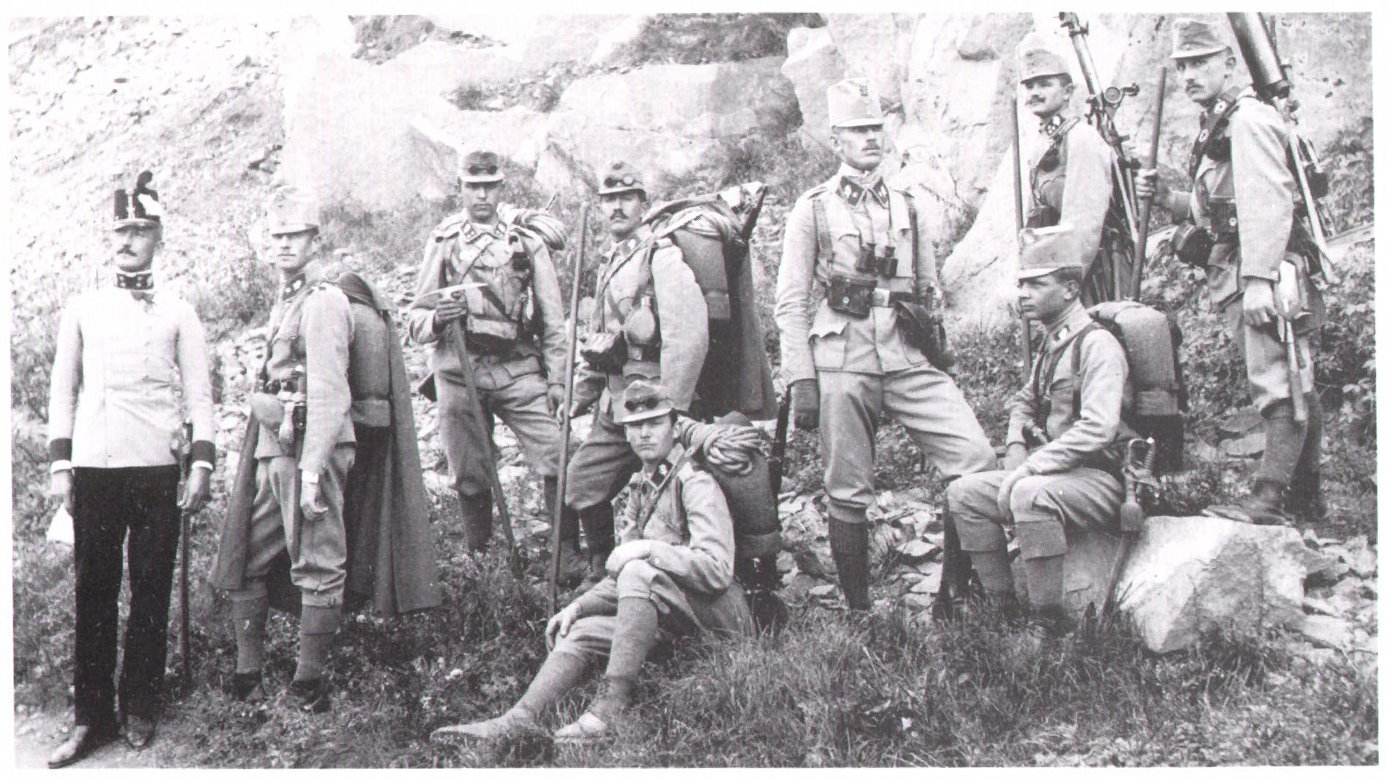
Feldkappe: Landesschützen austríacs el 1906, any de la transformació formal en tropes de muntanya; encara no duen l'edelweiss
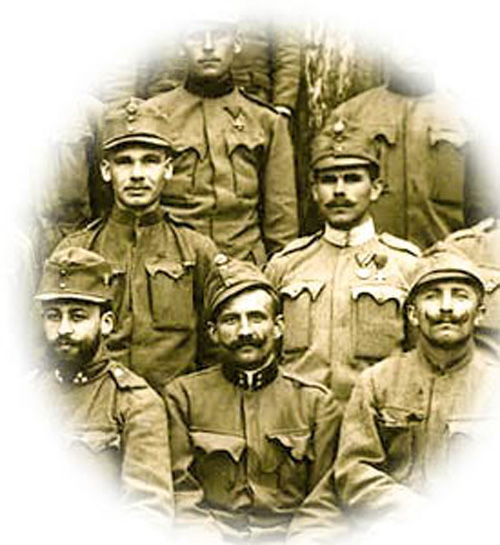
Soldats austrohongaresos cofats de la Feldkappe m. 1908
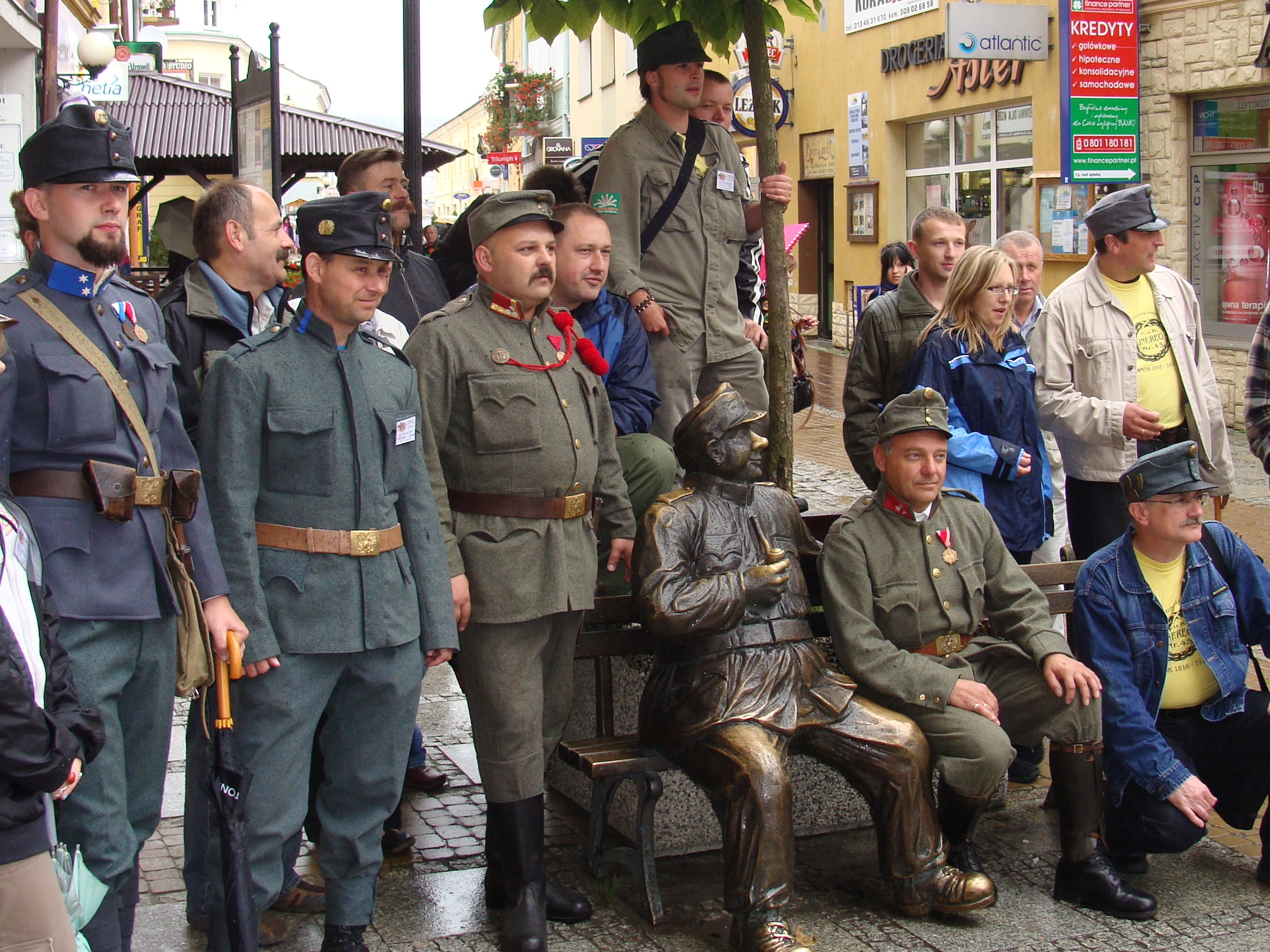
Versions de la Feldkappe en blau grisenc (hechtgrau, 1908) i gris (feldgrün, 1915) en una reconstrucció històrica
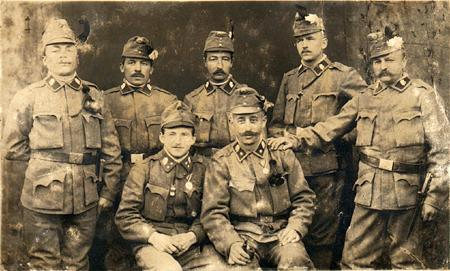
Feldkappe: Landesschützen d'Àustria (ací, eslovens) durant la Primera Guerra Mundial, amb la gorra ornada d'edelweiss

Des de la naixença, la Feldkappe duia al front una escarapel·la amb el monograma imperial i reial de Francesc Josep I: FJI (Franz Joseph I.) a les unitats reclutades a l'Imperi d'Àustria; IFJ (I. Ferenc József) a les reclutades al Regne d'Hongria. El 1916, en accedir al tron Carles I d'Àustria i IV d'Hongria, l'escarapel·la passà a dur únicament una K (Karl/Károly), sense numeral.
D'acord amb una tradició ja aplicada en lligadures anteriors, era típic dels soldats austrohongaresos adornar la banda esquerra de la Feldkappe amb fulles de roure a l'estiu i amb fulles d'avet a l'hivern. A partir de 1914 aquesta pràctica fou abandonada en campanya, si bé continuà en ocasions cerimonials. En revenja, a partir de llavors la banda esquerra de la Feldkappe fou ornada amb emblemes i insígnies metàl·lics extraoficials, però tolerats; n'hi hagué centenars de variants.

### Àustria
A títol transitori l'Àustria independent usà els uniformes austrohongaresos, només que substituint els emblemes imperials pels de la nova república. Emperò, el 1920 la tradició uniformològica austríaca fou suprimida radicalment i substituïda per una imitació servil dels usos de la Reichswehr alemanya, incloent-hi la gorra de plat flexible per a tots els graus en substitució de la Feldkappe (només en subsistí la versió de casquet per a la cavalleria); entre 1920 i 1933 tan sols els detalls, i l'emblema estatal, permetien distingir un soldat del Bundesheer austríac d'un de la Reichswehr de Weimar.
El 1933, amb l'adveniment de l'austrofeixisme de Dollfuss, es restaurà la tradició uniformològica autòctona, començant per l'emblemàtica Feldkappe. Arran de l'Anschluss, però, Àustria s'integrà completament al Tercer Reich, i els militars austríacs se subsumiren en la Wehrmacht sense cap matís.

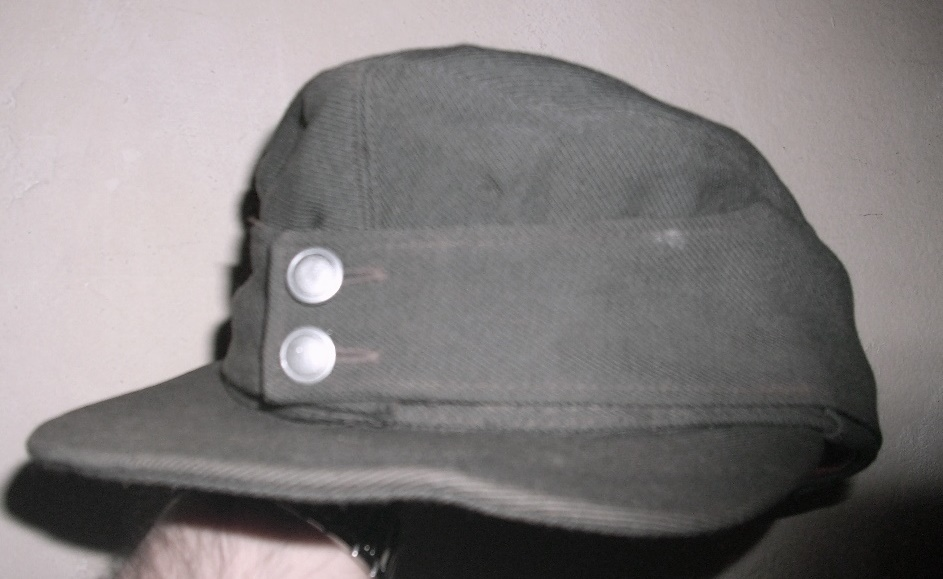
Àustria: Feldkappe m. 1959
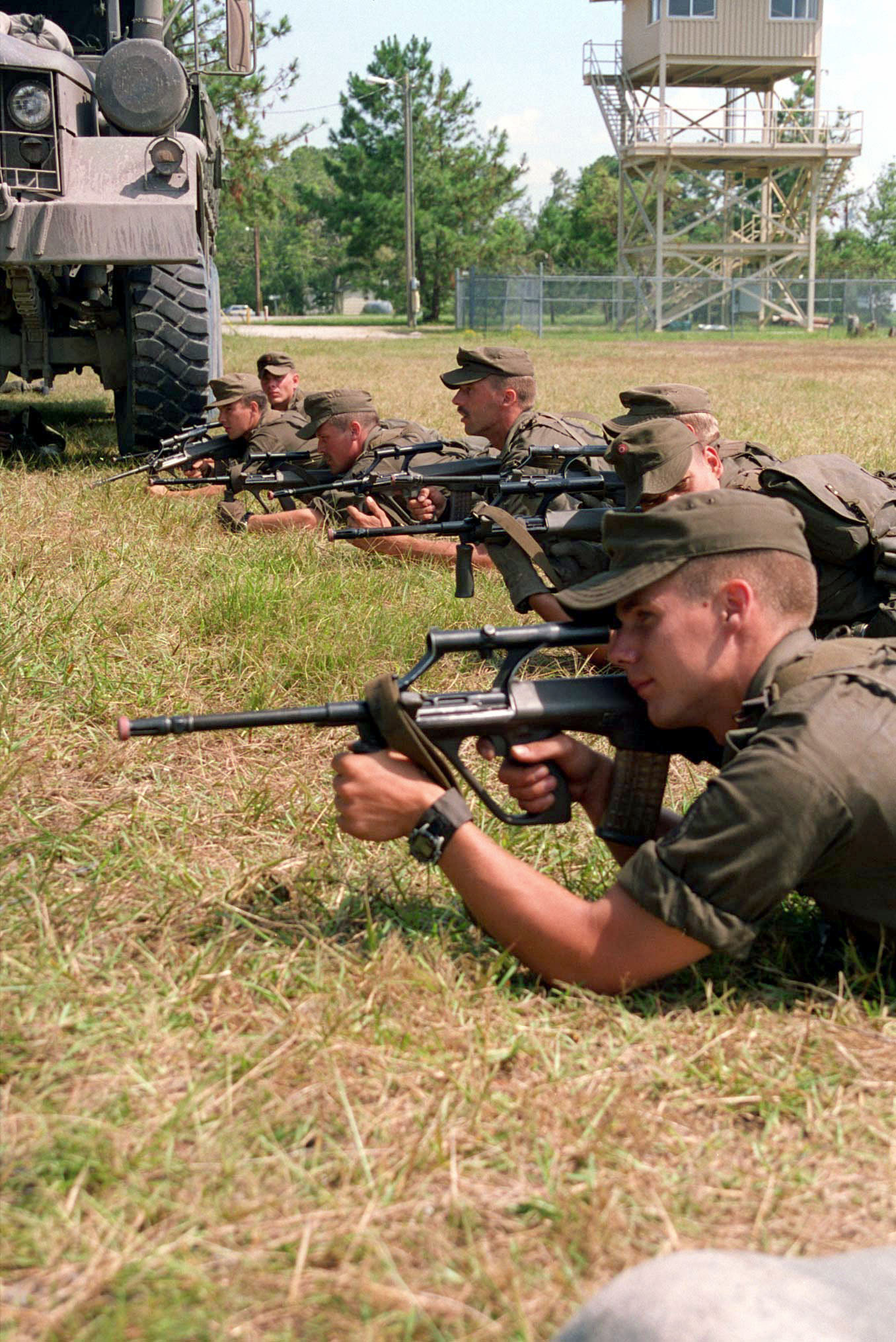
Soldats del Bundesheer amb la Feldkappe m. 1975
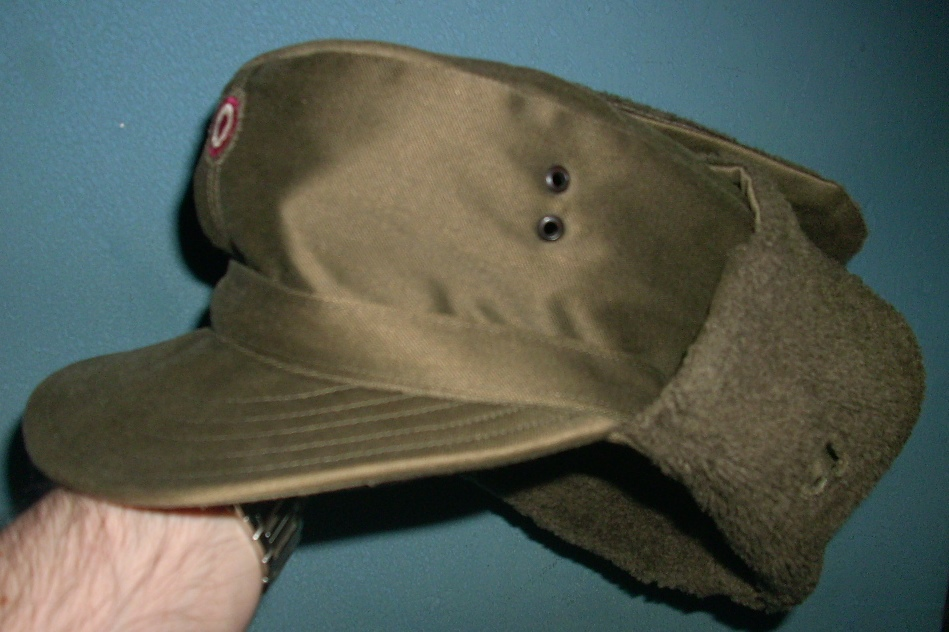
Plüschkappe m. 1975
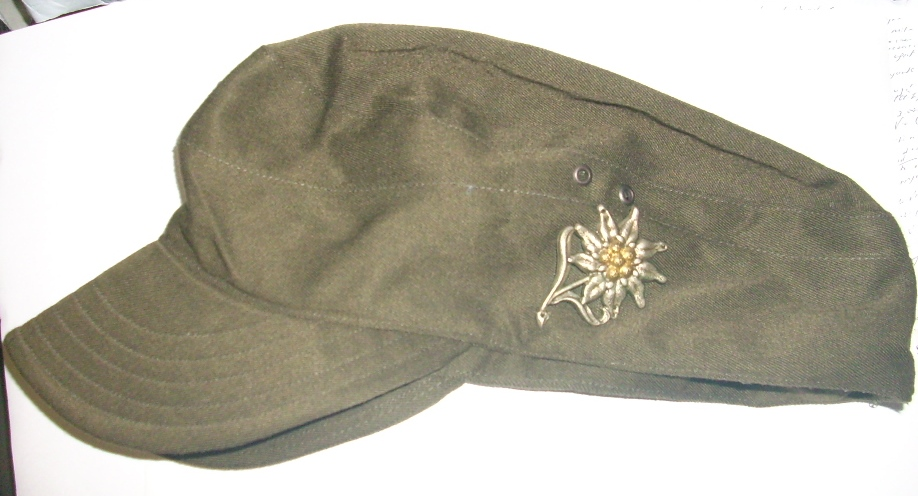
Gebirgskappe m. 1975

En la segona postguerra mundial, i un cop restaurada l'estatalitat austríaca, la Feldkappe cofà el Bundesheer reconstituït des del primer moment (1956), i ha continuat de forma ininterrompuda fins avui com a lligadura de feineig, diari i campanya per a tots els graus.
Inicialment fou grisa, amb versions de passeig (m. 1956) i de diari (m. 1959), la segona de les quals es duia també amb el sobreuniforme mimètic de campanya (m. 1957).
Amb l'adopció del verd oliva per a diari i campanya, el 1975, apareix la Feldkappe m. 1975, flexible, íntegrament de roba i amb orellera simulada. Tenia variant d'hivern (Plüschkappe, 'gorra de pelfa'), amb orelleres de pell lateral-superiors i desplegables en comptes de les perimetrals de roba.
En el nou uniforme grisenc m. 2003 (Anzug 03) s'altera lleugerament el disseny de la Feldkappe i en canvia la denominació: la d'estiu és ara Kampfanzugkappe leicht ('gorra de l'uniforme de campanya, lleugera'), i la d'hivern Kampfanzugkappe schwer ('gorra de l'uniforme de campanya, pesant').
Quant a la Gebirgskappe, inicialment seguí la línia tradicional, però des del 1975 només es distingia de la Feldkappe per la presència de l'edelweiss; el 2008 se n'introduí un nou model dignificat que l'assimila més a l'austrohongarès de 1908.

### Hongria
Passat el període tumultuós de la postindependència (revolució, guerra civil i intervenció estrangera), l'Hongria semidictatorial i ultraconservadora de l'almirall Horthy conservà íntegrament la branca hongaresa de la tradició uniformològica d'Àustria-Hongria, només que adoptant el caqui com a color bàsic (uniforme m. 1920). La bocskai sapka, doncs, continuà com a lligadura de la tropa i, per a campanya, de tots els graus, si bé en una versió de casquet inspirada en el de cavalleria, és a dir, amb visera desplegable darrere l'orellera, la qual visera pràcticament no es desplegava mai. El 1944, ja ben avançada la Segona Guerra Mundial i amb l'Exèrcit Roig a les portes, el casquet bocskai fou substituït per la versió de gorra (bocskai sapka amb visera fixa). Aquesta continuaria vigent en la postguerra i en els inicis de la socialització, fins al 1951.
El 1951, en ple auge altestalinista, la tradició uniformològica hongaresa fou suprimida sobtadament, i substituïda per una imitació servil de la russo-soviètica (fins al punt de substituir la guerrera de tropa per la guimnastiorka); la gorra bocskai, doncs, fou suprimida i substituïda pel casquet pilotka.

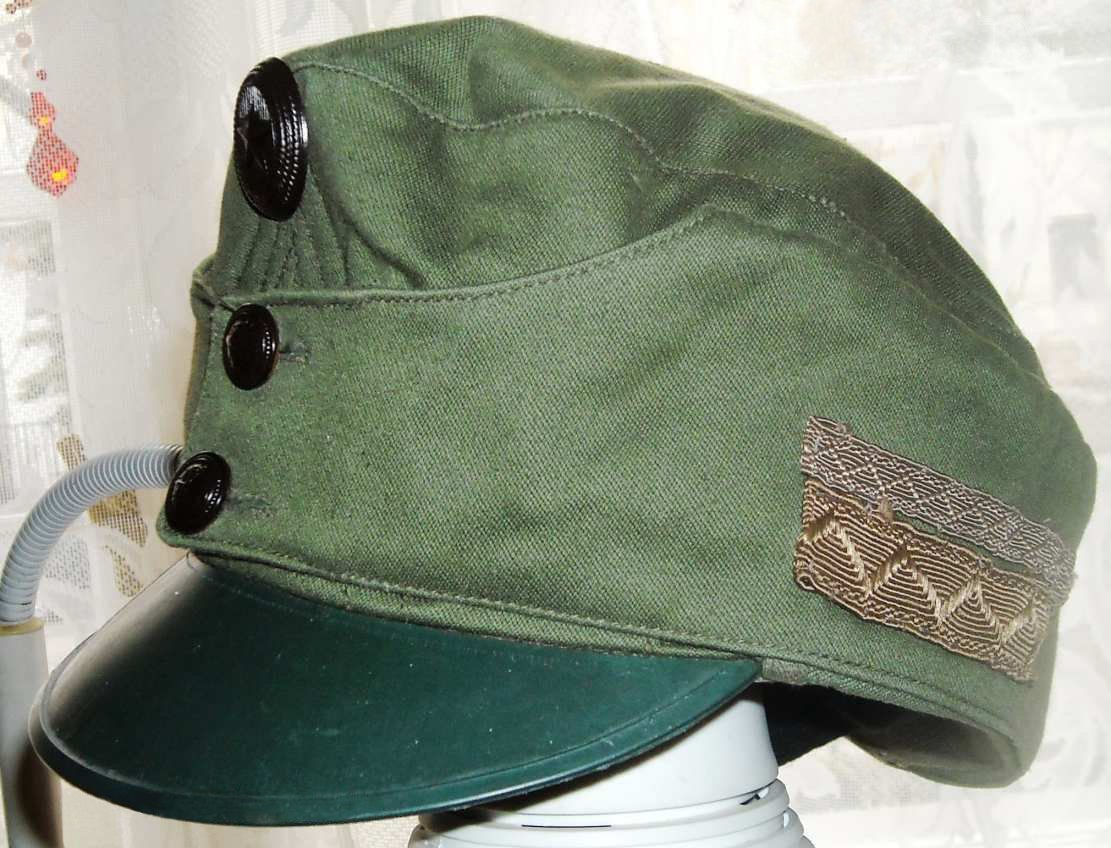
Hongria: gorra bocskai m. 1965
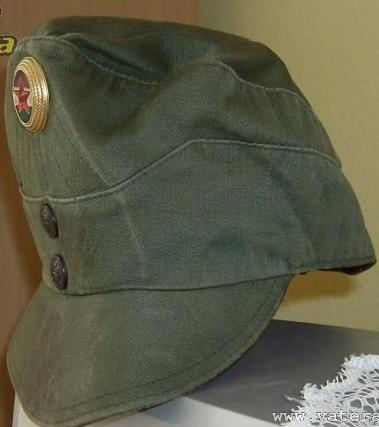
Gorra bocskai m. 1975
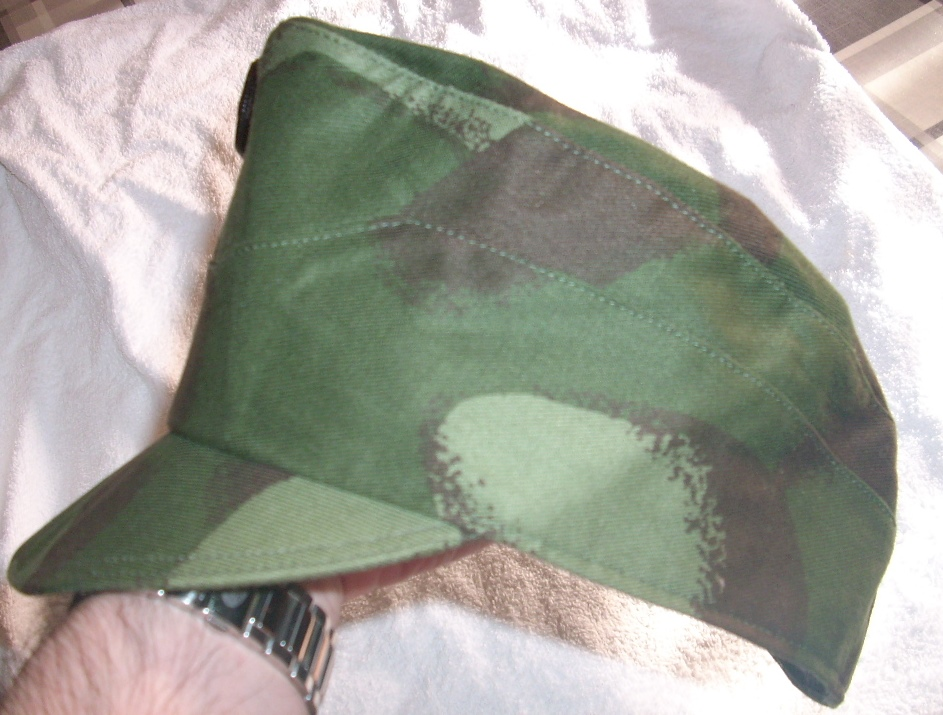
Bocskai de campanya en patró mimètic hurrikán (anys noranta)
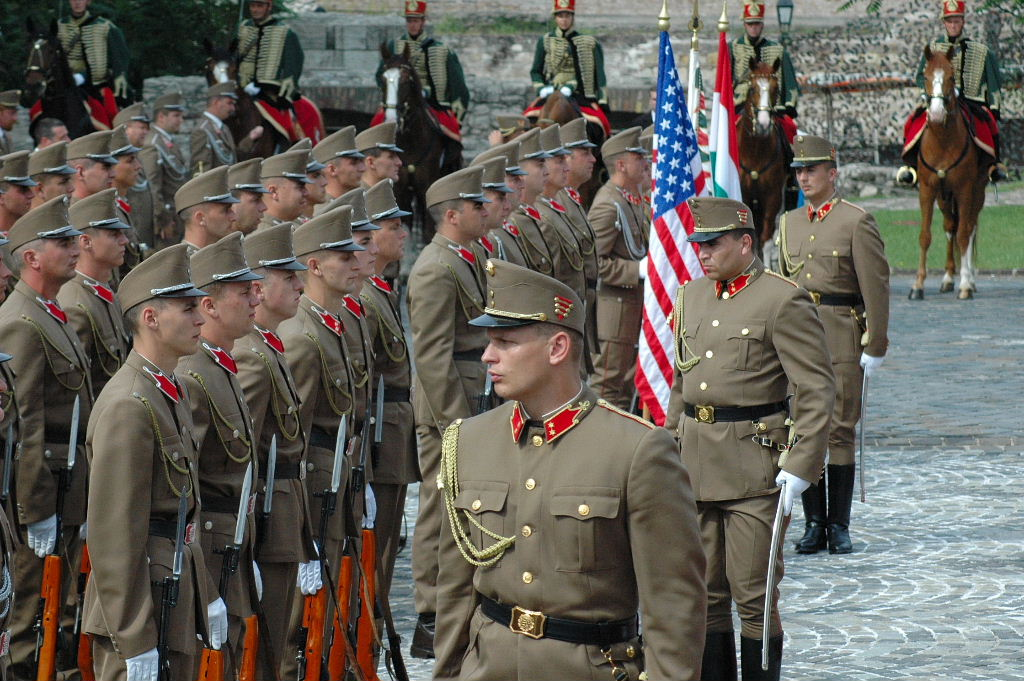
Revista de tropes (2006) en gorra bocskai de passeig i gala

Passats els esdeveniments de 1956 (revolució i intervenció soviètica), l'onada desestalinitzadora propicià la ràpida restauració del gruix de la tradició uniformològica autòctona, començant per l'emblemàtica gorra bocskai. D‘ençà 1956/57, aquesta ha constituït la lligadura de diari i campanya per excel·lència, i per a tots els graus, de manera ininterrompuda fins avui. Això s'ha concretat en diversos models successius, entre els quals hom pot destacar la m. 1965, de roba verd oliva (el color del nou uniforme de campanya) però amb visera de plàstic blavenc (sovint duta plegada sota l'orellera, a manera de casquet), i la m. 1975, flexible, íntegrament de roba verd oliva. Des de 1990 la gorra bocskai també és la lligadura de passeig i gala (en substitució de la gorra de plat d'estil soviètic), en una versió rígida i de front força elevat. Les versions de campanya actualment són mimètiques.

### Alemanya: de la Primera Guerra Mundial al Tercer Reich
A l'exèrcit alemany la gorra d'estil Feldkappe tingué una primera aparició, sectorial i efímera, com a Skimütze o Bergmütze de les tropes de muntanya (Alpenkorps): imitada de la Feldkappe dels Landesschützen austríacs, fou adoptada el desembre de 1914 i suprimida –segons les unitats— entre el novembre de 1915 i el març de 1916, amb l'argument que les tropes que la duien es confonien amb austrohongaresos. Emperò, els Gebirgsjäger alemanys conservarien ininterrompudament l'emblema de l'edelweiss, que el 1915 els havia atorgat l'arxiduc Eugeni d'Àustria-Hongria, en agraïment a llur contribució al front itàlic.
En la postguerra, l'ús alemany de la Feldkappe tindria un breu intermedi paramilitar: una imitació de l'austrohongaresa fou la primera lligadura de les SA nazis; oficialitzada el 1923, l'havien duta alguns militants des de la fundació, el 1921. Era del color gris usat llavors per les SA. En reemergir a la legalitat (1925) després del fracassat putsch de Múnic (1923), les SA substituïren la Feldkappe pel quepis rígid, així com el gris pel bru (marró terrós), elements que esdevindran els característics d'aquesta formació.

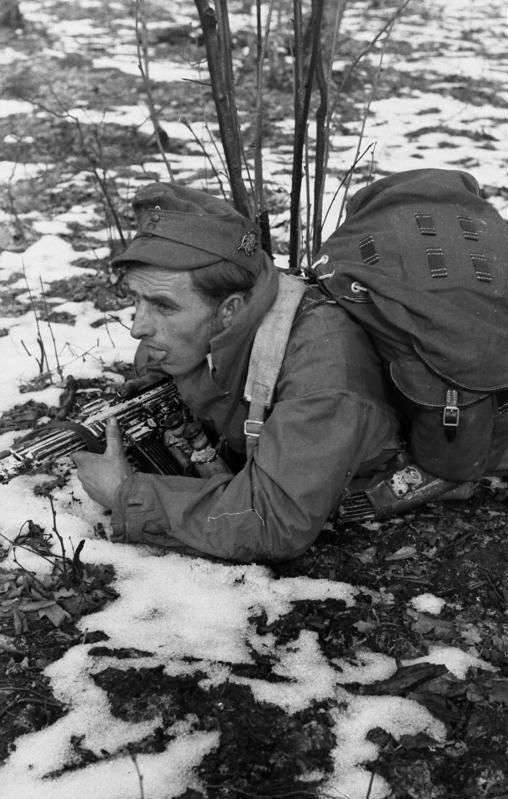
Tercer Reich: Bergmütze
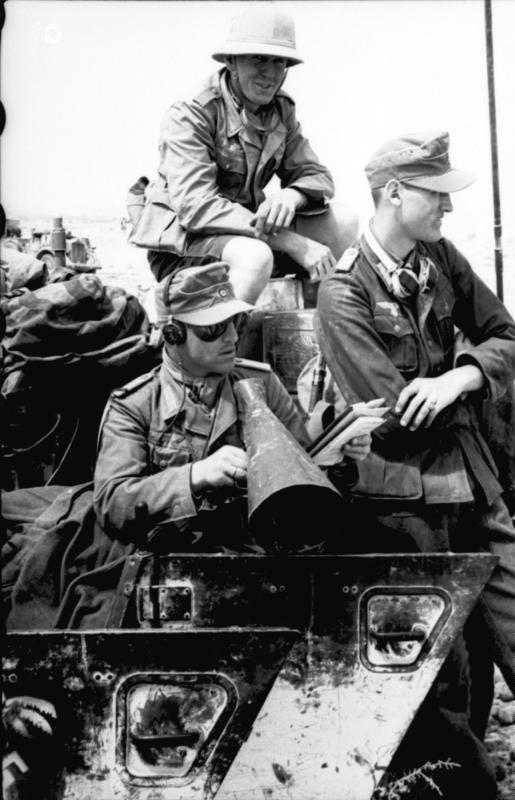
Feldmütze de l'Afrika Korps
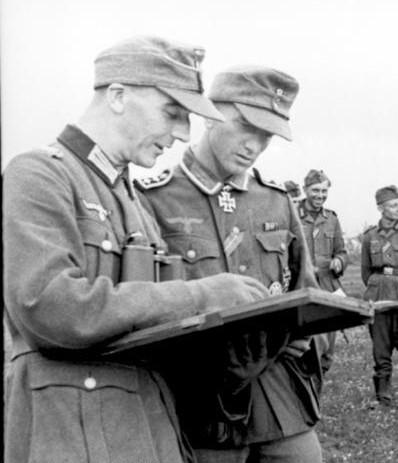
Einheitsfeldmütze m. 1943
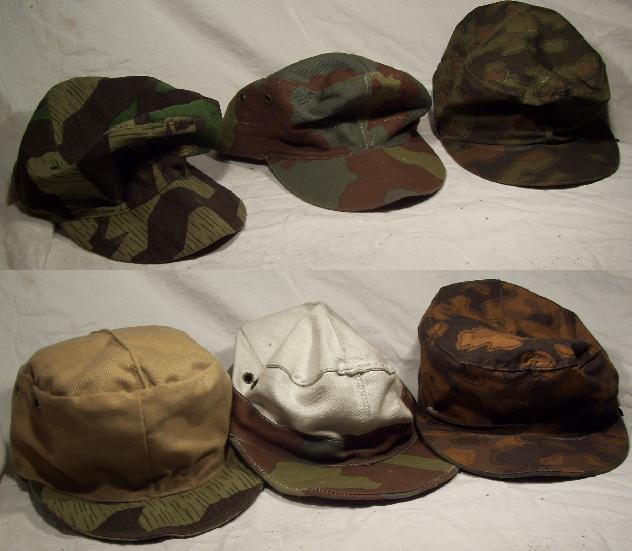
Petita mostra de Feldmützen mimètiques de la Wehrmacht i les Waffen-SS, amb alguna de reversible

Paradoxalment, seria el Tercer Reich qui naturalitzaria la Feldkappe en la uniformologia d'Alemanya. Això es feu en tres grans etapes:
- Cap al 1930 la Reichswehr havia reintroduït la Bergmütze de llana --ja definitivament amb aquest nom-- com a lligadura universal dels Gebirgsjäger; fou gairebé l'única lligadura respectada per la reforma uniformològica nazi de 1934/1935.[23]

- A mitjans de 1941 comença a distribuir-se la cèlebre Feldmütze m. 1940[24] de l'Afrika Korps, basada en la Bergmütze, però de visera més llarga, amb orellera simulada i confeccionada en la roba fresca, i de color caqui sorrenc, de l'uniforme tropical.[25]

- Finalment, l'11 de juny de 1943 s'introdueix la no menys cèlebre Einheitsfeldmütze ('Feldmütze estàndard' o 'gorra de campanya estàndard') m. 1943 com a nova lligadura de campanya universal per a tots els graus, tant de la Wehrmacht com de les Waffen-SS (que ja usaven gorres mimètiques d'estil simiilar des del 1942).[26] Generalitzada ràpidament, arraconà el casquet de caserna per a diari, i acabà substituint-lo cap al final de la guerra. La gorra m. 43 era força similar a la Bergmütze en teixit i disseny, però amb la visera més llarga; dit altrament, era com la gorra de l'Afrika Korps, però de llana i amb autèntica orellera desplegable.[27] En principi era del color de l'uniforme (feldgrau per al Heer i les Waffen-SS, blau aviador per a la Luftwaffe, negre per als tanquistes); també se'n feren versions mimètiques en diversos patrons, tant de reglamentàries i confeccionades en sèrie com de produïdes al front amb roba reutilitzada. La Einheitsfeldmütze tingué, encara, versió estiuenca: la Drillichfeldmütze.[28]

Diverses organitzacions del partit nazi, com ara les Joventuts Hitlerianes, el Front del Treball, etc., adoptaren versions pròpies de la Feldkappe. En la postguerra molts civils usaren la gorra m. 43, desproveïda d'emblemes, com a lligadura de carrer.

### Alemanya: RDA
En el cas de la RDA, les úniques tropes a dur-hi Feldkappe pròpiament dita foren les forces policíaques paramilitars (1948-1956) anteriors a la formació de l'NVA; anomenada Feldmütze, aquesta gorra seguia fidelment l'’estil de la m. 43.

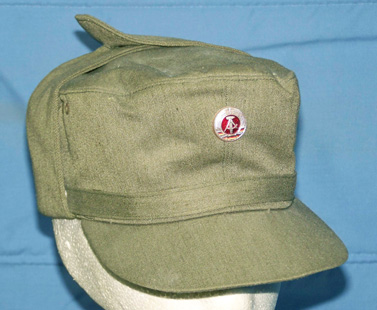
Feldmütze de la milícia obrera (KdA) de la RDA, idèntica a l'antiga Wintermütze (1956-1963) de l'NVA

En canvi, en formar-se l'Exèrcit Popular Nacional de la RDA (Nationale Volksarmee, NVA, 1956), per a diari, feineig i campanya la lligadura d'estiu fou el casquet de caserna arrodonit, i la d'hivern l'anomenada Wintermütze ('gorra d'hivern'), amb inclinació d'endavant enrere, com una Feldkappe, però amb orelleres lateral-superiors desplegables, com una gorra d'orelleres típica, d'estil Durruti. El 1963 aquesta gorra híbrida desaparegué de l'NVA en ésser substituïda per la ushanka (sota la mateixa denominació de Wintermütze).
La milícia obrera auxiliar (Kampfgruppen der Arbeiterklasse, KdA) conservaria aquell mateix model de gorra híbrida Feldkappe/Durruti, sota el nom oficial de Feldmütze, per a tot ús, fins a la dissolució (1990).

### Alemanya: RFA
En néixer la Bundeswehr de la RFA, el 1955, la gorra Feldmütze, imitada del m. 1943, fou la lligadura quasi universal al principi, en gris per a passeig (amb orellera simulada) i en verd oliva per a diari (Arbeitsmütze, també amb orellera simulada); aquesta darrera es duia també amb el sobreuniforme mimètic de campanya quan no es duia casc. L'única excepció era l'uniforme de passeig dels generals, que tenia com a lligadura una gorra de plat (Schirmmütze) grisa amb disseny d'inspiració britànica.
El 1957 s'engega l'arraconament de la Feldmütze, amb l'adopció d'un uniforme de passeig i gala més sofisticat en què la lligadura de tota l'oficialitat passa a ésser una gorra de plat (Schirmmütze) sinusoidal, és a dir, d'estil Wehrmacht. Finalment, la Feldmütze de passeig de la tropa serà substituïda pel casquet de caserna (Schiffchen) gris, el 1962.
La Feldmütze de diari i campanya (oficialment Arbeitsmütze, 'gorra de feineig') resistí una mica més. Es veié confirmada el 1959, quan el sobreuniforme mimètic de campanya fou suprimit i substituït per un uniforme de campanya convencional, llis en verd oliva, amb què continuà usant-se la gorra de feineig quan no es duia casc. Però aquesta confirmació de la Feldmütze verd oliva serà merament transitòria: el 1962 la desplaçava el nou Schiffchen verd oliva en campanya, i el 1963 també en feineig. La Feldmütze restaria exclusivament per als guardafronteres (BGS), que la usaven des de la constitució com a cos (1951).

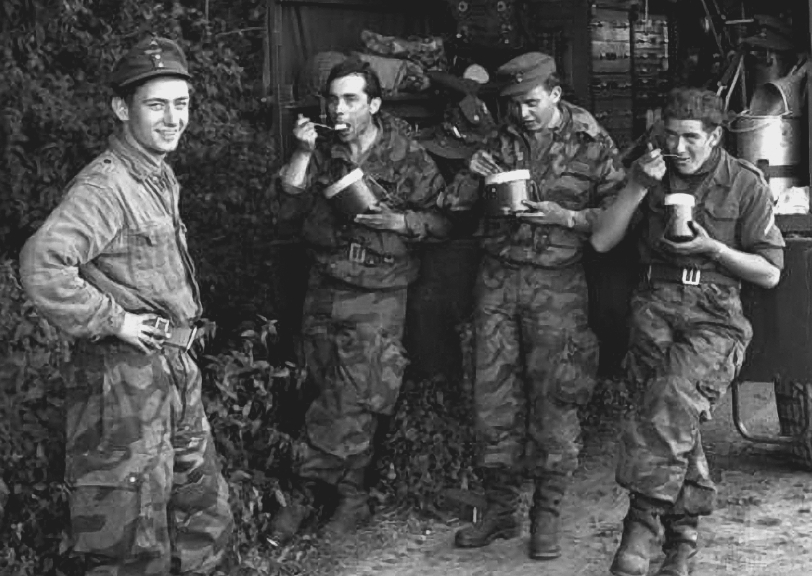
Bundeswehr: Arbeitsmütze (Feldmütze) de diari i feineig m. 1955, duta amb el sobreuniforme de campanya
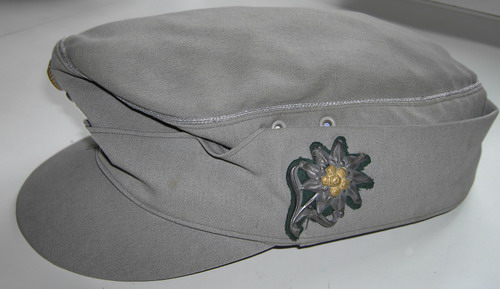
Bergmütze
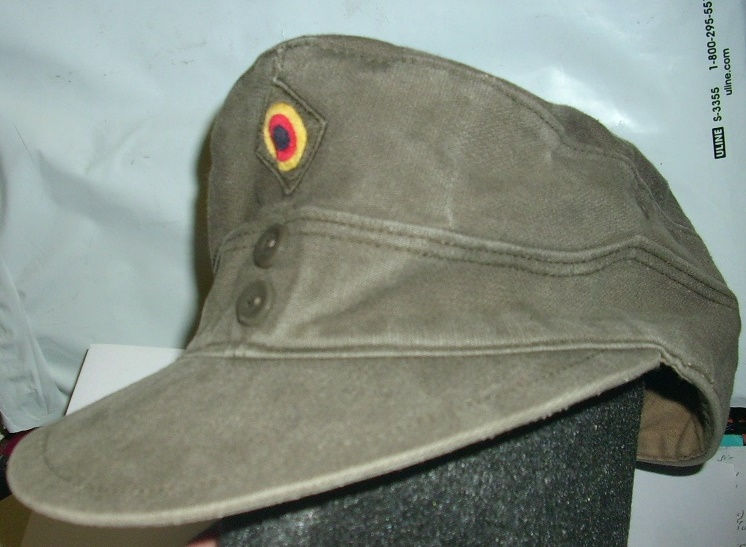
Feldmütze verd oliva dels anys setanta i vuitanta
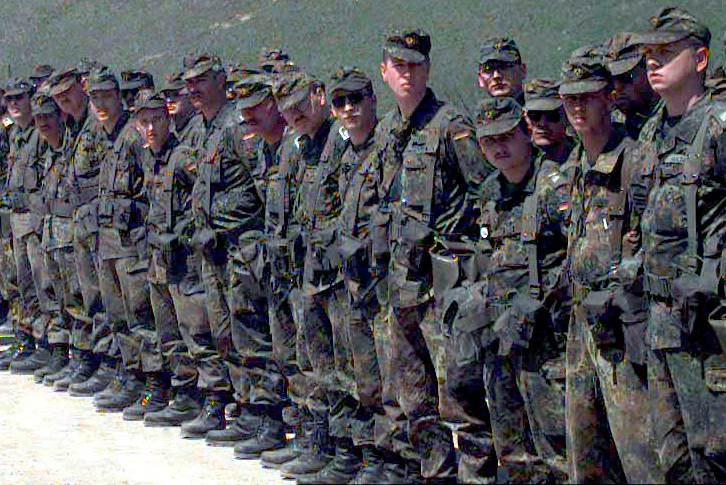
Feldmütze m. 1990 en Flecktarn

A finals dels anys setanta apareix un nou model de Feldmütze en verd oliva; era flexible, íntegrament de roba i amb orellera simulada. Prou popular, era d'ús alternatiu amb el Schiffchen de campanya i, a partir de 1978, amb la nova boina de campanya --de color d'arma-- que vingué a substituir el Schiffchen.
Amb la generalització de l'uniforme de campanya mimètic en patró Flecktarn, el 1990, la lligadura universal de campanya torna a ésser la Feldmütze, de disseny pràcticament idèntic que l'anterior, però en Flecktarn. Lògicament, també té versió en Wüstentarn, tot i que en aquest patró desèrtic és més habitual l'ús del barret de jungla.

### Altres estats
L'exèrcit del Manxukuo tenia una Feldkappe sui generis, de copa rígida, com a lligadura de campanya. Apareguda a mitjans dels anys trenta, cap al 1940 s'havia generalitzat; val a dir que fou l'únic element de l'uniforme no calcat directament del japonès coetani.
L'exèrcit regular de la Croàcia ústaixa de Pavelić (1941-1945) usà uniformes modelats sobre els de la Wehrmacht, només que amb insígnies pròpies i amb detalls típicament croats; la lligadura de campanya hi fou una gorra (m. 1941) d'estil Feldkappe, potser derivada directament de l'austrohongaresa.
Durant la Segona Guerra Mundial la lligadura reglamentària dels tanquistes búlgars era una Feldkappe imitada d'alguna de les versions nazis, però en caqui.
Les diverses forces de Salò usaren sengles models de gorra de campanya més o menys influïts per la línia de la Feldkappe; però l'única Feldkappe pròpiament dita hi fou la usada com a lligadura més habitual per les Brigate nere feixistes (1944-1945): el berretto alla sciatora ('gorra d'esquí'), imitació fidel de la gorra nazi m. 43 (si és que no ho era), de color negre i amb l'emblema del cos al front; col·loquialment es coneix com a berretto Pavolini, per Alessandro Pavolini, comandante generale d'aquesta milícia de partit i cèlebre jerarca feixista.

## Derivacions rectes
Els exèrcits de Suïssa, Xina nacionalista, Finlàndia i Estònia usen, o han usat en algun període, gorres que són imitació manifesta de la Feldkappe fins al detall, però en versió recta, és a dir, amb les parts frontal i posterior de la mateixa alçada (perfil recte).

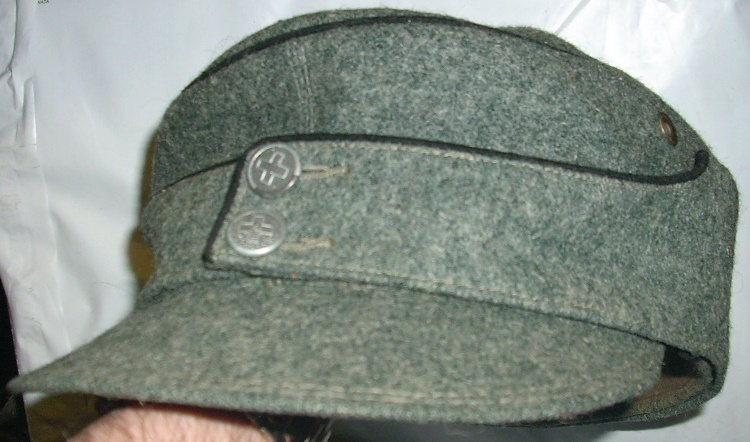
Suïssa: Felddienstmütze/casquette de campagne m. 1940
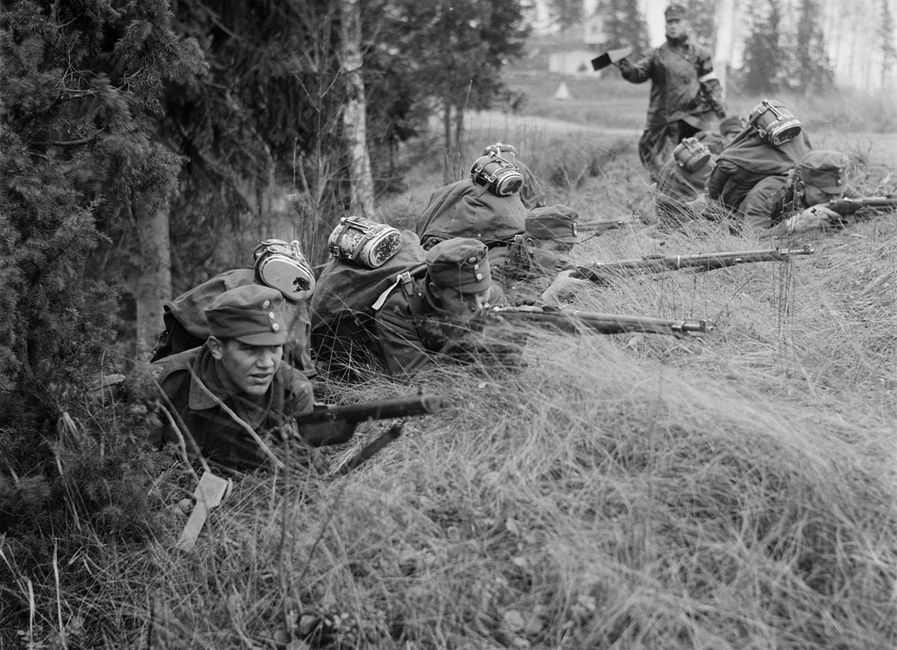
Finlàndia: soldats amb kenttälakki m/36
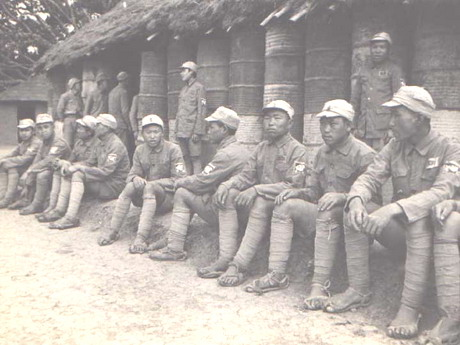
Soldats xinesos dels anys trenta amb la yezhanmao recta d'estil Feldkappe

### Suïssa
L'exèrcit suís fou el primer a imitar la Feldkappe austrohongaresa, i també el primer a fer-ho en versió recta, amb la Quartiermütze ('gorra de caserna') m. 1898, també coneguda com a Feldmütze; presentava visera de cuir negre i copa blau marí (el color de l'uniforme) amb viu de color d'arma. Lligadura casernària universal en 1898-1914, fou usada a voltes en campanya (per exemple, en la mobilització fronterera massiva de 1914) en comptes del xacó baix llavors reglamentari. Fou suprimida el 1914, en què, juntament amb el nou uniforme monocolor en blau grisenc, s'adoptà un casquet de caserna (Policemütze/bonnet de police m. 1914 i m. 1926), arrodonit i amb visera desplegable, per a diari i campanya (els ciclistes, però, conservarien la Quartiermütze fins al 1926).
El 1940 el casquet de caserna és substituït com a lligadura de diari de tropa, i de campanya per a tots els graus, per una segona Feldkappe recta: la Felddienstmütze ('gorra de servei en campanya' o 'Feldmütze de servei'), casquette de campagne en francès, m. 1940, de disseny força similar a la gorra m. 1898 però íntegrament en feltre blau grisenc. Emperò, la gorra m. 1940 fou d'ús minoritari, perquè, d'acord amb els usos milicians suïssos, fins i tot en les condicions de mobilització massiva per alerta de guerra (1939-1945) només els nous reclutes que s'incorporaven a files rebien la nova lligadura, mentre que els reservistes continuaven usant la que havien rebut de dotació, és a dir, el casquet 1914/26. En tot cas, la gorra fou impopular entre els soldats, que la consideraven "massa alemanya". El 1949 fou suprimida (si bé vigiria uns quants anys més com a lligadura privativa de ciclistes i conductors de vehicles militars). La substituí un nou model de casquet de caserna amb visera desplegable (Feldmütze/bonnet de campagne m. 1949, de llarga durada).

### Finlàndia
A Finlàndia almenys des d'inicis del segle XX força civils usaven gorres d'esquí no gaire diferents de l'estil Feldkappe, i durant la Guerra Civil Finlandesa (1917-1918) se'n veieren en ambdós bàndols.
Ja el 1918 la Guàrdia Cívica (Suojeluskunta, literalment 'Cos de Protecció') –més coneguda internacionalment com a Guàrdia Blanca-- adoptà com a lligadura universal una imitació de la Feldkappe en versió recta, mentre que l'exèrcit pròpiament dit usava casquets de caserna arrodonits d'inspiració austrohongaresa.
Quan l'exèrcit finlandès adoptà l'uniforme m/36, en blau grisenc, la lligadura de campanya per a tots els graus passà a ésser la gorra kenttälakki m/36, d'estil força similar a la de la Suojeluskunta (i també a les Feldkappe rectes suïsses). La gorra kenttälakki esdevindrà emblemàtica del soldat finlandès durant la Segona Guerra Mundial (guerres d'Hivern i de Continuació). Integrada en l'imaginari nacional, la kenttälakki ha continuat vigent de manera continuada fins avui, amb matisos de detall.

### Xina
Durant la dècada dels trenta i fins a les acaballes de la Segona Guerra Mundial, la lligadura més habitual entre les tropes de la Xina nacionalista (règim del Guomindang) fou una gorra de campanya (yezhanmao), imitació de la Feldkappe en versió recta, d'alçada bastant baixa i amb l'escarapel·la nacional-estatal del Guomindang al davant. Com el conjunt de l'uniforme, la gorra tenia dues versions: d'estiu, de cotó caqui sorrenc; i d'hivern, de material encoixinat blau grisenc.
Aquesta gorra fou creada el 1929 per les forces del sud (Govern de Nanquín, sota control directe de Jiang Jieshi), en substitució de la gorra de plat usada pels exèrcits xinesos des d'inicis de segle. L'ús de la nova gorra esdevingué pràcticament exclusiu entre les foces nacionalistes arran la pràctica destrucció de les forces del nord (encara cofades de gorres de plat) a mans de la invasió japonesa (1931-1937). Durant el període del Front Unit (1937-1941), també les forces comunistes usaren aquesta gorra, conjuntament amb la resta de l'uniforme nacionalista.
El 1946, ja durant la darrera etapa de la Guerra Civil Xinesa, el Guomindang introduí nous models d'uniforme, amb què s'inicià la lenta substitució de la yezhanmao d'estil Feldkappe. L'ús d'aquesta, però, no s'extingiria del tot fins a la victòria total del PCX (Mao Zedong) i la proclamació de la República Popular, el 1949.

### Estònia
L'actual uniforme de campanya de l'exèrcit estonià reconstituït té com a lligadura una gorra d'estil Feldkappe en versió recta, probablement per imitació de la kenttälakki finlandesa.

## Popularitat
Arreu del món les gorres de la família Feldkappe (austrohongareses, austríaques i hongareses antigues i actuals, del Tercer Reich, de la Bundeswehr, etc.) són un dels articles més populars entre els col·leccionistes de militària, tant en exemplars originals com en reproduccions. Quant a reproduccions, dels EUA a la Xina moltes empreses comercials confeccionen múltiples models de Feldkappe (i de Gebirgskappe), tant còpies més o menys fidels de models autèntics com versions inventades; per exemple, en patrons mimètics que, com el Leibermuster, el Flächentarn, el Fleckerlteppich o, fins i tot, el mlok, no s'aplicaren històricament a aquesta peça. El punt de referència principal d'aquest col·leccionisme, emperò, no és la branca originària, austríaca i hongaresa, sinó la seva derivació del Tercer Reich; sobretot, la gorra de campanya de l'Afrika Korps i les gorres m. 1943 de la Wehrmacht i les Waffen-SS, que són les manifestacions de l'estil Feldkappe més conegudes internacionalment. Dit altrament, la majoria d'aquests col·leccionistes i afeccionats respon a la fascinació banal per la militària nazi. D'ací que la majoria es refereixin a la tipologia amb el nom propi de la tradició d'Alemanya: Feldmütze (i Bergmütze).